# Reserva Particular do Patrimônio Natural Feliciano Miguel Abdala
Reserva Feliciano Miguel Abdalla é uma Reserva Privada do Patrimônio Natural situada nos municípios de Caratinga (distrito de Santo Antônio do Manhuaçu) e Ipanema, Minas Gerais.

## Informações Gerais
A Reserva Particular do Patrimônio Natural Feliciano Miguel Abdala localiza-se no município de Caratinga, à margem esquerda do Rio Manhuaçu, na Bacia do Rio Doce. A sua área é de 957 hectares, formada por 80% de matas em bom estado de conservação e 20% em estado de regeneração.  As terras estão na Fazenda Montes Claros. Se a reserva for somada às propriedades adjacentes à fazenda dará um total de 1.450 hectares de Mata Atlântica original.
A fauna e a flora são ricas. Muitas aves e mamíferos ameaçados de extinção se encontram na região. Dentre esses se destaca o muriqui-do-norte.

## Características
O clima da região é tipicamente quente. A topografia da região é montanhosa com altitudes variando entre 318m a 628. Abriga trechos de três córregos Matão, Jaó e Sapo. A reserva é marcada pela floresta mesófila.Encontram-se 362 espécies de vertebrados. São 79 espécies de mamíferos. No Rio Manhuaçu, há 19 espécies de peixes. A borboleta Heticonius nattereri, que se encontra na área está ameaçada de extinção.A região também é lar de 5 espécies de primatas, sendo esses o macaco-prego, bugio, sauá, sagui-da-serra e o muriqui que é o maior macaco das américas, podendo atingir 70cm de altura.

## Histórico
A história da reserva florestal teve seu início com a compra da Fazenda Montes Claro por Feliciano Miguel Abdala, em 1944. Ao longo dos anos o proprietário insistiu em preservar a mata do terreno. Na década de 70,os pesquisadores começaram a se interessar pela área. A partir dos professores Álvaro Aguirre e Célio Vá Lie a reserva passou a se conhecida no meio científico. Em 1977, o professor Akira Nashimura começou a pesquisar sobre os muriquis. O doutor Russell Mittermeier apresentou a reserva à doutora Karen Strier que passou a estudar os muriquis-do-norte. Após a morte do proprietário, os herdeiros transformaram a área em reserva perpétua junto ao IBAMA (2001).

## Ligações Externas
- Preserve Muriqui